# La Princesse Vampire
La Princesse Vampire (Die Vampirprinzessin) est un film documentaire autrichien sorti en 2007. Il a été coproduit par l'ORF, Arte, ZDF, le Smithsonian Institute, le ministère autrichien de l'Education et Pro et Omnia par Cine Styrie et a été encouragé par la ville de Linz. Il présente une nouvelle théorie sur les sources de Bram Stoker pour son roman Dracula. Dans son roman, Stoker parle d'une « princesse vampire » qu'il nomme Lénore. Il semble que pour ce personnage, l'auteur se soit inspiré d'un personnage historique réel du XVIIIe siècle : la princesse Éléonore-Amélie de Lobkowicz. 
Le film a été produit pour l'ORF (la série des univers), ZDF (Terra X) et Arte en allemand, par le réseau américain du Smithsonian Institute en anglais.

## Récompenses
Cine Golden Eagle Award